# Sporehus
Et sporehus er et såkaldt makro-sporangium, dvs. en synlig struktur der producerer og indeholder sporer hos Karsporeplanter, Mosser, Levermosser, Hornblade og visse Alger.
Hos Padderokplanter og Ulvefodsplanter sidder sporehusene som regel i såkaldte strobili, kolbe- eller aks-lignende grupper af sporehuse, ofte gullige, gulbrune eller gulgrønne, placeret for enden af stænglen eller på en særlig sporehus-stilk.
Hos Bregner sidder sporehusene også i grupper, som regel på eller under bladene. Hos nogle bregner på særlige sporehus-blade, kaldet sporofyller, der i form, farve og/eller størrelse afviger fra de sterile blade.